# Орловская (деревня)
Орловская — деревня в Сямженском районе Вологодской области.
Входит в состав Двиницкого сельского поселения, с точки зрения административно-территориального деления — в Двиницкий сельсовет.
Расстояние по автодороге до районного центра Сямжи — 64 км, до центра муниципального образования Самсоновской — 5 км. Ближайшие населённые пункты — Аверинская, Захаровская, Демидовская.
По переписи 2002 года население — 34 человека (20 мужчин, 14 женщин). Преобладающая национальность — русские (97 %).